# Assis (1952–2014)
Assis, właśc. Benedito de Assis da Silva (ur. 12 listopada 1952 w São Paulo, zm. 6 lipca 2014 w Kurytybie) – brazylijski piłkarz i trener, występujący podczas kariery na pozycji pomocnika.

## Kariera klubowa
Karierę piłkarską Assis rozpoczął w klubie AA Francana w 1972. W latach 70. Assis występował w São José EC, Internacionalu Limeira i ponownie we Francanie. W lidze brazylijskiej zadebiutował 15 listopada 1979 w przegranym 1-4 meczu z Amériką Rio de Janeiro. W latach 1980–1981 był zawodnikiem São Paulo FC.
Z São Paulo zdobył mistrzostwo stanu São Paulo – Campeonato Paulista w 1980. Kolejnym klubem Assisa był SC Internacional. Z Internacionalem zdobył mistrzostwo stanu Rio Grande do Sul – Campeonato Gaúcho w 1981. W latach 1982–1983 po raz pierwszy występował w Athletico Paranaense. Z Atlético zdobył mistrzostwo stanu Paraná – Campeonato Paranaense w 1982.
Najlepszym okresem w karierze Assisa były lata 1983–1988, kiedy to występował we Fluminense FC. Z Flu zdobył mistrzostwo Brazylii w 1984 oraz trzykrotnie mistrzostwo stanu Rio de Janeiro – Campeonato Carioca w 1983, 1984 i 1985. W barwach Flu 24 października 1987 w wygranym 2-0 meczu z CR Vasco da Gama Assis wystąpił po raz ostatni w lidze brazylijskiej.
Ogółem w latach 1979–1987 wystąpił w lidze w 131 meczach, w których strzelił 35 bramek. Łącznie w barwach Fluminense Assis rozegrał 177 spotkań, w których strzelił 54 bramki. W 1988 powrócił do Athletico Paranaense, z którym zdobył kolejne mistrzostwo stanu. W latach 1989–1990 był kolejno zawodnikiem Pinheiros Kurytyba, Paysandu SC i po raz kolejny Athletico Paranaense, z którym zdobył mistrzostwo stanu w 1990. Karierę Assis zakończył w Paranie w 1991.

## Kariera reprezentacyjna
W reprezentacji Brazylii Assis zadebiutował 10 czerwca 1984 w przegranym 0-2 towarzyskim meczu z reprezentacją Anglii. Drugi i ostatni raz w reprezentacji Assis wystąpił 21 czerwca 1984 w wygranym 1-0 towarzyskim meczu z reprezentacją Urugwaju.
| Mecze i gole w reprezentacji | Mecze i gole w reprezentacji | Mecze i gole w reprezentacji | Mecze i gole w reprezentacji | Mecze i gole w reprezentacji | Mecze i gole w reprezentacji | Mecze i gole w reprezentacji |
| #                            | Data                         | Miasto                       | Przeciwnik                   | Gol                          | Wynik                        | Rozgrywki                    |
| ---------------------------- | ---------------------------- | ---------------------------- | ---------------------------- | ---------------------------- | ---------------------------- | ---------------------------- |
| 1.                           | 10.06.1984                   | Rio de Janeiro               | Anglia                       |                              | 0:2                          | towarzyski                   |
| 2.                           | 21.06.1984                   | Kurytyba                     | Urugwaj                      |                              | 1:0                          | towarzyski                   |

## Kariera trenerska
Od 1998 Assis szkolił młodzież we Fluminense FC.